# PEST 분석
거시환경분석(PEST) (Political, Economic, Social and Technological analysis)은 전략관리 구성 요소 중 환경 파악에 사용되는 거시적 환경 요소를 묘사한다. 일부 학자들은 이 내용에 법적(Legal) 특성을 추가하여 SLEPT로 부르기도 하며 환경(Environmental) 분야를 추가하여 PESTEL 혹은 PESTLE로 칭하는데 영국에서 통용된다. 시장 조사나 전략 분석을 할 경우 특별히 거시경제 요소에서 기업이 의사결정을 내려야할 시 사용하는 기법이다. 시장 성장과 축소, 사업 포지셔닝, 사업 방향 등을 파악하는 데 효과적인 도구이다.
환경 및 생태학적 요소가 21세기 들어 높아지기 때문에 녹색 비즈니스의 성장세도 높아지고 있어 PEST의 사용 범위도 넓어지고 있다.

## 구성
주요 4 요소 + 추가 2 요소를 살펴보면 다음과 같다.
- 정치적(Political) 요소는 정부가 경제에 간섭하는 정도이다. 특별하게는 세금, 노동법, 무역 제재, 환경법, 관세, 정치적 안정성 등을 포괄한다. 정치적 요소는 정부 차원에서 진흥하거나 제재하고자 하는 재화나 용역의 종류를 포함하기도 한다. 국가적 차원에서 중앙정부가 보건, 교육, 인프라 구축 등에 끼치는 영향을 고려한다.

- 경제적(Economic) 요소는 경제성장률, 금리, 환율, 인플레이션 정도 등을 포함한다. 이러한 요소는 경제 주체(기업)가 의사결정을 내리는 데 막대한 영향을 끼친다. 일례로 금리는 비용에 영향을 끼치기 때문에 어느 정도에서 기업이 성장하고 확대될 지를 가늠한다. 환율 또한 수출입 및 수입가격에 적잖은 영향을 끼치는 요소이다.

- 사회적(Social) 요소는 문화적 요소와 보건 인지도, 인구성장률, 연령대 분포, 직업 태도, 안전 관련 요소 등이 포함된다. 사회적 요소에 따라서 기업체의 제품과 경영방식이 영향을 받을 수도 있다. 고령인구가 많다면 노동력이 줄고 노동투입비용은 늘어날 것이다. 또한 다양한 경영전략을 세워서 중장년층 채용과 같은 사회적 변화를 반영하게 될 것이다.

- 기술적(Technological) 요소는 R&D 활동, 자동화, 기술 관련 인센티브, 기술혁신 등을 포함한다. 위 요소는 진입장벽, 최소효용생산수중, 아웃소싱 등에 영향을 미친다. 기술적 요소는 기술 투자와 품질, 비용 및 혁신에도 영향을 끼치는 요소이다.

- 법적(Legal) 요소는 차별법, 소비자법, 고용법, 독점금지법 등을 포함한다.

- 환경적(Environmental) 요소는 생태학적, 환경적 요소로 날씨, 기후, 기후변화 등을 포함하며 관광, 농업, 보험업계 등에도 영향을 끼치는 것으로 본다. 기후변화의 문제점이 대두되면서 제공 생산품의 경영과 신시장 개척, 현존하는 제품의 단종과 변화, 제품의 시장 축소나 소멸 등에도 영향을 미치는 부분이다.

## 같이 보기
- SWOT 분석
- VRIO